# Armed and Famous
 (novembre 2019).
Si vous disposez d'ouvrages ou d'articles de référence ou si vous connaissez des sites web de qualité traitant du thème abordé ici, merci de compléter l'article en donnant les références utiles à sa vérifiabilité et en les liant à la section « Notes et références ».
Armed and Famous est une émission de télé-réalité diffusée pour la première fois le 10 janvier 2007 sur la chaîne américaine CBS.
La série présente des (anciennes) célébrités suivant l'entraînement pour devenir officier de police de réserve pour la police de Muncie dans l'Indiana. Après cela, ces célébrités se retrouvent à patrouiller en compagnie d'officiers formateurs qui d'habitude entraînent les nouveaux promus.
Les célébrités sont l'ancien acteur de la série télé CHiPs Erik Estrada, la chanteuse LaToya Jackson, Jack Osbourne (le fils de l'ancien chanteur des Black Sabbath Ozzy Osbourne), la catcheuse de la WWE Trish Stratus, et Jason Acuña (alias Wee Man de la série Jackass).
Le 5 décembre 2006, les célébrités ont été officiellement assermentés au rang d'officier de réserve.
Après seulement 1 saison, l'émission s'arrête à la suite de nombreuses controverses.